# Champfrémont
Champfrémont település Franciaországban, Mayenne megyében. Lakosainak száma 282 fő (2022. január 1.). Champfrémont Boulay-les-Ifs, Pré-en-Pail-Saint-Samson, Ravigny, Saint-Pierre-des-Nids, Gandelain és Lalacelle községekkel határos.

## Népesség
A település népességének változása:
| Lakosok száma | 294  | 246  | 241  | 290  | 313  | 302  | 309  | 293  | 285  | 282  |
|               | 1968 | 1982 | 1990 | 2006 | 2013 | 2015 | 2017 | 2019 | 2020 | 2022 |